# Bahnstrecke Grong–Namsos
| Die Namsosbahn verläuft hier am Fluss Namsen entlang. |                      |                                                             |                                                |
| Kursbuchstrecke: | 35 (1970)            |                                                             |                                                |
| Streckenlänge: | 51 km                |                                                             |                                                |
| Spurweite: | 1435 mm (Normalspur) |                                                             |                                                |
| Maximale Neigung: | 1,25 ‰               |                                                             |                                                |
| Minimaler Radius: | 250 m                |                                                             |                                                |
| |                      |                                                             |                                                |
| \| \| \| Nordlandsbanen nach Bodø \| \| \| \| 219,54 \| Grong \| 50,9 m \| \| \| \| Nordlandsbanen von Trondheim \| \| \| \| 220,42 \| Sanddøla (54 m) \| Sanddøla (54 m) \| \| \| 221,21 \| Røttesdal Viadukt (112 m) \| Røttesdal Viadukt (112 m) \| \| \| 221,21 \| Solheim bru (E6) erst seit 1993 (46 m) \| Solheim bru (E6) erst seit 1993 (46 m) \| \| \| 222,85 \| Dun \| 50,4 m \| \| \| 225,84 \| Sjemsvoll \| 32,4 m \| \| \| 228,91 \| Jørem \| 31,4 m \| \| \| 231,53 \| Øyheim \| 26,7 m \| \| \| 235,78 \| Øyslettan \| 13,7 m \| \| \| 236,40 \| Namsen (210 m) \| Namsen (210 m) \| \| \| \| Fylkesvei 760 (etwa 8 m) 64,49° N, 12,03° O \| \| \| \| 238,62 \| Heknbakk \| 22,9 m \| \| \| 240,94 \| Skogmo industrispor (ab 1983 bis 2005 bedient) \| Skogmo industrispor (ab 1983 bis 2005 bedient) \| \| \| 241,76 \| Skogmo \| 26,7 m \| \| \| 242,72 \| Namsen (100 m) \| Namsen (100 m) \| \| \| 243,46 \| Himo (ab 1936) \| Himo (ab 1936) \| \| \| 245,12 \| Overhalla \| 22,4 m \| \| \| 245,94 \| Reina (60 m) \| Reina (60 m) \| \| \| 246,61 \| Barlia \| 20,5 m \| \| \| 249,42 \| Øysvoll \| 42,9 m \| \| \| 251,98 \| Myrmo \| 29,1 m \| \| \| 254,65 \| Halvardsmo (ab 1962) \| Halvardsmo (ab 1962) \| \| \| 255,17 \| Skage industrispor (ab 1983) \| Skage industrispor (ab 1983) \| \| \| 256,44 \| Skage \| 18,4 m \| \| \| 258,05 \| Myrelven (65 m) \| Myrelven (65 m) \| \| \| 258,53 \| Bergengtunnel (150 m) \| Bergengtunnel (150 m) \| \| \| 259,50 \| Brudalsøytunnel (29 m) \| Brudalsøytunnel (29 m) \| \| \| 260,09 \| Grytøya (ab 1936) \| 5,4 m \| \| \| 260,80 \| Vikatunnel (46 m) \| Vikatunnel (46 m) \| \| \| 262,96 \| Kvatninga (bis 1935 Meosen, Hp. ab 1935, Kr.gl. 1938 entf.) \| 4,9 m \| \| \| 263,97 \| Meosen (50 m) \| Meosen (50 m) \| \| \| 264,01 \| Meosen (ab 1934, bis 1935 Trætvika) \| Meosen (ab 1934, bis 1935 Trætvika) \| \| \| 267,56 \| Høyknes \| 3,9 m \| \| \| 269,67 \| Angelskjæret (1963–1978) \| Angelskjæret (1963–1978) \| \| \| 269,79 \| Hønhaugen I (69 m) \| Hønhaugen I (69 m) \| \| \| 269,99 \| Hønhaugen II (84 m) \| Hønhaugen II (84 m) \| \| \| \| Industriegebiet Tiendholmen \| \| \| \| 270,14 \| Namsos (1981–2002) \| 3 m \| \| \| 271,15 \| Namsos gamle (bis 1981) \| 2,8 m \| \| \| \| Pier \| \| \| \| \| \| \| \| Quellen: [1][2] \| \| \| \| |                      |                                                             |                                                |
| Strecke |                      | Nordlandsbanen nach Bodø                                    | Nordlandsbanen nach Bodø                       |
| Bahnhof | 219,54               | Grong                                                       | 50,9 m                                         |
| Abzweig ehemals geradeaus und nach links |                      | Nordlandsbanen von Trondheim                                | Nordlandsbanen von Trondheim                   |
| Brücke über Wasserlauf (Strecke außer Betrieb) | 220,42               | Sanddøla (54 m)                                             | Sanddøla (54 m)                                |
| Brücke (Strecke außer Betrieb) | 221,21               | Røttesdal Viadukt (112 m)                                   | Røttesdal Viadukt (112 m)                      |
| Brücke (Strecke außer Betrieb) | 221,21               | Solheim bru (E6) erst seit 1993 (46 m)                      | Solheim bru (E6) erst seit 1993 (46 m)         |
| Haltepunkt / Haltestelle (Strecke außer Betrieb) | 222,85               | Dun                                                         | 50,4 m                                         |
| Haltepunkt / Haltestelle (Strecke außer Betrieb) | 225,84               | Sjemsvoll                                                   | 32,4 m                                         |
| Haltepunkt / Haltestelle (Strecke außer Betrieb) | 228,91               | Jørem                                                       | 31,4 m                                         |
| Bahnhof (Strecke außer Betrieb) | 231,53               | Øyheim                                                      | 26,7 m                                         |
| Haltepunkt / Haltestelle (Strecke außer Betrieb) | 235,78               | Øyslettan                                                   | 13,7 m                                         |
| Brücke über Wasserlauf (Strecke außer Betrieb) | 236,40               | Namsen (210 m)                                              | Namsen (210 m)                                 |
| Brücke (Strecke außer Betrieb) |                      | Fylkesvei 760 (etwa 8 m) 64,49° N, 12,03° O                 | Fylkesvei 760 (etwa 8 m) 64,49° N, 12,03° O    |
| Haltepunkt / Haltestelle (Strecke außer Betrieb) | 238,62               | Heknbakk                                                    | 22,9 m                                         |
| Abzweig geradeaus und nach links (Strecke außer Betrieb) | 240,94               | Skogmo industrispor (ab 1983 bis 2005 bedient)              | Skogmo industrispor (ab 1983 bis 2005 bedient) |
| Bahnhof (Strecke außer Betrieb) | 241,76               | Skogmo                                                      | 26,7 m                                         |
| Brücke über Wasserlauf (Strecke außer Betrieb) | 242,72               | Namsen (100 m)                                              | Namsen (100 m)                                 |
| Haltepunkt / Haltestelle (Strecke außer Betrieb) | 243,46               | Himo (ab 1936)                                              | Himo (ab 1936)                                 |
| Bahnhof (Strecke außer Betrieb) | 245,12               | Overhalla                                                   | 22,4 m                                         |
| Brücke über Wasserlauf (Strecke außer Betrieb) | 245,94               | Reina (60 m)                                                | Reina (60 m)                                   |
| Haltepunkt / Haltestelle (Strecke außer Betrieb) | 246,61               | Barlia                                                      | 20,5 m                                         |
| Haltepunkt / Haltestelle (Strecke außer Betrieb) | 249,42               | Øysvoll                                                     | 42,9 m                                         |
| Haltepunkt / Haltestelle (Strecke außer Betrieb) | 251,98               | Myrmo                                                       | 29,1 m                                         |
| Haltepunkt / Haltestelle (Strecke außer Betrieb) | 254,65               | Halvardsmo (ab 1962)                                        | Halvardsmo (ab 1962)                           |
| Abzweig geradeaus und von rechts (Strecke außer Betrieb) | 255,17               | Skage industrispor (ab 1983)                                | Skage industrispor (ab 1983)                   |
| Bahnhof (Strecke außer Betrieb) | 256,44               | Skage                                                       | 18,4 m                                         |
| Brücke über Wasserlauf (Strecke außer Betrieb) | 258,05               | Myrelven (65 m)                                             | Myrelven (65 m)                                |
| Tunnel (Strecke außer Betrieb) | 258,53               | Bergengtunnel (150 m)                                       | Bergengtunnel (150 m)                          |
| Tunnel (Strecke außer Betrieb) | 259,50               | Brudalsøytunnel (29 m)                                      | Brudalsøytunnel (29 m)                         |
| Haltepunkt / Haltestelle (Strecke außer Betrieb) | 260,09               | Grytøya (ab 1936)                                           | 5,4 m                                          |
| Tunnel (Strecke außer Betrieb) | 260,80               | Vikatunnel (46 m)                                           | Vikatunnel (46 m)                              |
| Haltepunkt / Haltestelle (Strecke außer Betrieb) | 262,96               | Kvatninga (bis 1935 Meosen, Hp. ab 1935, Kr.gl. 1938 entf.) | 4,9 m                                          |
| Brücke über Wasserlauf (Strecke außer Betrieb) | 263,97               | Meosen (50 m)                                               | Meosen (50 m)                                  |
| Haltepunkt / Haltestelle (Strecke außer Betrieb) | 264,01               | Meosen (ab 1934, bis 1935 Trætvika)                         | Meosen (ab 1934, bis 1935 Trætvika)            |
| Haltepunkt / Haltestelle (Strecke außer Betrieb) | 267,56               | Høyknes                                                     | 3,9 m                                          |
| Haltepunkt / Haltestelle (Strecke außer Betrieb) | 269,67               | Angelskjæret (1963–1978)                                    | Angelskjæret (1963–1978)                       |
| Tunnel (Strecke außer Betrieb) | 269,79               | Hønhaugen I (69 m)                                          | Hønhaugen I (69 m)                             |
| Tunnel (Strecke außer Betrieb) | 269,99               | Hønhaugen II (84 m)                                         | Hønhaugen II (84 m)                            |
| Abzweig geradeaus und von links (Strecke außer Betrieb) |                      | Industriegebiet Tiendholmen                                 | Industriegebiet Tiendholmen                    |
| Dienststation / Betriebs- oder Güterbahnhof (Strecke außer Betrieb) | 270,14               | Namsos (1981–2002)                                          | 3 m                                            |
| Bahnhof (Strecke außer Betrieb) | 271,15               | Namsos gamle (bis 1981)                                     | 2,8 m                                          |
| Betriebsstelle Streckenende (Strecke außer Betrieb) |                      | Pier                                                        | Pier                                           |
| |                      |                                                             |                                                |
| Quellen: |                      |                                                             |                                                |

Die Bahnstrecke Grong–Namsos (norwegisch Namsosbanen) ist eine eingleisige nicht-elektrifizierte Bahnstrecke in Norwegen. Die 51 Kilometer lange normalspurige Strecke führt von Grong nach Namsos im Fylke Trøndelag. Sie wird auch als  Namsoslinjen (deutsch Namsoslinie) bezeichnet. Die Strecke wurde 1933 eröffnet, der Personenverkehr ruht seit 1977, seit 2012 ist der reguläre Betrieb eingestellt.

## Geschichte
Die ersten Ideen eines Eisenbahnanschlusses von Namsos gehen bis 1875 zurück, als eine Eisenbahnkommission eine Strecke nach Grong als Teil einer zukünftigen Nordlandsbane vorschlug. Diese Pläne waren solange im Ideenstadium, bis ein Anschluss an eine Bahnstrecke im Inland in Aussicht stand. Erst 1908 wurde die Strecke von Sunnan nach Grong vom Parlament bewilligt. Nun war es an der Zeit, diese Ideen in konkrete Pläne umzusetzen.
Der Bau einer Strecke zwischen Grong und Namsos wurde in einer Debatte im norwegischen Storting am 2. Juni 1913 beschlossen. Die definitive Planung der Streckenführung wurde erst im Herbst 1922 begonnen. Dieser wurde am 11. September 1923 fertiggestellt und von der NSB-Direktion abgesegnet, am 23. Dezember 1923 wurde er endgültig genehmigt.
Der Bau begann 1927 mit dem Bau einer Brücke. Schon 1928 wurde der Plan redimensioniert und beschlossen, die Strecke nicht mit Schienen mit einem Metergewicht von 35 kg zu bauen, sondern gebrauchte, leichtere mit 28 kg zu verwenden. Mit dem Verlegen der Schienen wurde 1930 in Grong begonnen, im Juni 1933 wurde Namsos erreicht. Die meisten Beschäftigen gab es im Sommer 1932, als 530 Arbeiter an der Strecke tätig waren. Die Strecke wurde am 1. November 1933 vorläufig eröffnet, der reguläre Betrieb war erst ab dem 1. Juli 1934 möglich.

## Verkehr
1970 verkehrten noch drei tägliche Zugpaare auf der Strecke, die nur in Overhalla planmäßig hielten. Alle anderen Zwischenstationen wurden als Bedarfshalt bedient. Bei allen Zügen wurden Dieseltriebwagen eingesetzt.
Der Personenverkehr wurde am 1. Januar 1978 eingestellt. In Namsos wurde 1981 der alte Bahnhof stillgelegt und ein neuer, nur auf den Güterverkehr ausgerichteter Bahnhof erbaut. Dabei veränderte sich die Linienführung nach dem Tunnel Hønhaugen II.
Die Bedienung der Gesamtstrecke mit Güterzügen endete am 10. Januar 1999. Danach gab es noch regelmäßig Züge zwischen Grong und dem 1983 eröffneten Gleisanschluss bei Skogmo. Seit 2005 ruht der Güterverkehr auf der gesamten Strecke, die seit 2012 für den Bahnverkehr gesperrt ist. Grund dafür ist, dass die über den Fylkesvei 760 führende Brücke in der Nähe des Weilers Melhus (vor Skogmo) entfernt wurde.

## Zukunftsaussichten
Auf dem Streckenabschnitt Skage–Namsos bietet der Campingplatz in Namsos Draisinentouren an.  Eine Stilllegung der Gesamtstrecke ist seit 2021 geplant.

## Videos
- Namsosbanen minutt for minutt ihvertfall 4 minutter. youtube.com, 9. August 2011, abgerufen am 9. November 2022.